# Xanthomelanodes mutatus
Xanthomelanodes mutatus là một loài ruồi trong họ Tachinidae.